# Бора Ивков
Борислав Ивков (Београд, 12. новембар 1933 — Београд, 14. фебруар 2022) био је српски шаховски велемајстор. Био је победник првог светског шампионата за јуниоре у Бирмингему, Енглеска, 1951. године. У својој богатој ризници победа има 10 тимских олимпијских медаља (6 сребрних и 4 бронзане) и 5 медаља са европских и светских првенстава. Првак Југославије био је три пута, победник великих међународних турнира, на скоро свим континентима. Доноси прву златну медаљу за Србију из Давоса, Швајцарска са европског првенства за сениоре (2006). Ожењен је са бившом мис Аргентине. Заједно са Светозаром Глигорићем добија шаховски Оскар за шаховске успехе и активан рад. Више од 15 година је био други играч Југославије после Светозара Глигорића.

## Светски јуниорски шампион
У шеснаестој години добија титулу мајстора (1949) пошто је заузео 4.-7. место на првенству Југославије у Загребу са скором од 11/19 (победник је био Светозар Глигорић). На свом међународном дебију на Бледу 1950. заузима 5.-6. место скором од 7 ½ / 14 (победник је био Мигуел Најдорф). На овом турниру победио је такве играче какви су били Херман Пилник, Милан Видмар и Васја Пирц. После ових импресивних резултата постаје члан националног тима.

Ивком побеђује на првом светком првенству за јуниоре 1951. у Бирмингему, Енглеска. Турнир је био организован за играче млађе од 20 година. На подсећање на освајање ове титуле, Ивков је рекао:
„Не сећам се да ли ми је својевремено Ботвиник или Петросјан рекао како је од свега најважније бити првак света, јер касније остајеш само - бивши првак света. Титула је тренутна, али оно 'бивши' остаје заувек. И као да су предвидели да ће то бити мој најзначајнији лични успех у каријери.“

## Шаховски успон
Заузимањем 4-5. места у Београду 1954. (11 ½ / 19) добија титулу интернационалног мајстора.
Улази у шаховску елиту победом на турниру у Буенос Ајресу 1955. (13/17) и у Мар дел Плати исте године (11 ½ / 15). После југословенског шампионата у Новом Саду и поделом трећег места, међународног турнира у Загребу где је делио друго место, Ивков добија титулу велемајстора (1955).

### Шест пута игра за тим Европе
- Беч 1957: табла 3, 3.5/6 (+2 =3 -1), тимско сребро;
- Хамбург 1965: табла 1, 5/10 (+2 =6 -2), тимско сребро;
- Капфенберг 1970: табла 2, 4/7 (+2 =4 -1);
- Бат 1973: табла 2, 4.5/7 (+2 =5 -0), злато за најбољу таблу, тимско сребро;
- Москва 1977: табла 6, 4/7 (+1 =6 -0), тимска бронза;
- Скара 1980: табла 3, 3.5/6 (+1 =5 -0).

## Успеси на шампионату Југославије и међународним турнирима
Прву победу на националном првенству у шаху остварује у Сарајеву 1958. затим у Зеници 1963. и 1972. године.

### Неки од многобројних турнирских успеха
| Место             | Година | Освојено место |
| ----------------- | ------ | -------------- |
| Мар дел Плата     | 1955.  | 1.             |
| Буенос Ајрес      | 1955.  | 1.             |
| Загреб            | 1955.  | 2.-3.          |
| Сантијаго де Чиле | 1959.  | 1.-2.          |
| Бевервијк         | 1961.  | 1.-2.          |
| Београд           | 1964.  | 2.-3.          |
| Хавана            | 1965.  | 2.-4.          |
| Загреб            | 1965.  | 1.-2.          |
| Сарајево          | 1967.  | 1.-2.          |
| Малага            | 1968.  | 1.-2.          |
| Малага            | 1969.  | 1.-2.          |
| Београд           | 1969.  | 1.-4.          |
| Бевервијк         | 1971.  | 2.-5.          |
| Стокхолм          | 1971.  | 1.             |

## Шаховске олимпијаде
За тим Југославије наступао је на дванаест шаховских олимпијада и имао импресиван учинак од 10 тимских и 5 појединачних медаља.

### Укупни учинак кроз статистику
| Године               | Σ поена | Σ партија |  | +  | =  | -  |  | %    | Освојене медаље на олимпијади тимске \| појединачне |
| 1956-1974, 1978-1980 | 120     | 171       |  | 82 | 76 | 13 |  | 70.2 | 0 - 1 - 1 \| 0 - 0 - 0                              |

### Статистика по годинама
| Место        | Година | Табла | Σ поена | Σ партија |  | +  | =  | - |  | %    | тимско место | појединачно |
| Ла Валета    | 1980.  | 2     | 5½      | 8         |  | 3  | 5  | 0 |  | 68.8 | 3.           |             |
| Буенос Ајрес | 1978.  | 4     | 3       | 7         |  | 1  | 4  | 2 |  | 42.9 | 15.          |             |
| Ница         | 1974.  | 3     | 12      | 17        |  | 8  | 8  | 1 |  | 70.6 | 2.           | 2.          |
| Скопље       | 1972.  | 2     | 12      | 18        |  | 6  | 12 | 0 |  | 66.7 | 3.           |             |
| Зиген        | 1970.  | 2     | 10      | 13        |  | 7  | 6  | 0 |  | 76.9 | 3.           | 1.          |
| Лугано       | 1968.  | 2     | 9       | 14        |  | 5  | 8  | 1 |  | 64.3 | 2.           |             |
| Хавана       | 1966.  | 2     | 10      | 15        |  | 8  | 4  | 3 |  | 66.7 | 4.           |             |
| Тел Авив     | 1964.  | 2     | 11½     | 16        |  | 8  | 7  | 1 |  | 71.9 | 2.           |             |
| Варна        | 1962.  | 4     | 13½     | 16        |  | 11 | 5  | 0 |  | 84.4 | 2.           | 1.          |
| Лајпциг      | 1960.  | 3     | 12      | 16        |  | 9  | 6  | 1 |  | 75.0 | 3.           | 3.          |
| Минхен       | 1958.  | 3     | 9½      | 15        |  | 7  | 5  | 3 |  | 63.3 | 2.           |             |
| Москва       | 1956.  | 3     | 12      | 16        |  | 9  | 6  | 1 |  | 75.0 | 2.           | 2.          |

## Учешће на европским тимским шампионатима
| Место            | Земља    | Табла | Скор | Тимски резултат |
| Vienna and Baden | Аустрија | 4.    | 3½/6 | II              |

| Место   | Земља   | Табла | Скор | Тимски резултат |
| Хамбург | Немачка | 1.    | 5/10 | II              |

| Место      | Земља    | Табла | Скор | Тимски резултат |
| Капфенберг | Аустрија | 2.    | 4/7  | IV              |

| Место | Земља    | Табла | Скор | Тимски резултат |
| Бат   | Енглеска | 2.    | 4½/7 | II              |

| Место  | Земља           | Табла | Скор | Тимски резултат |
| Москва | Совјетски Савез | 6.    | 4/7  | III             |

| Место | Земља   | Табла | Скор | Тимски резултат |
| Скара | Шведска | 3.    | 3½/6 | IV              |

## Студентски светски шампионат кроз статистику
| Година | Табла | Σ поена | Σ партија |  | + | = | - |  | %    | тимско место | појединачно |
| 1956.  | 2     | 5       | 9         |  | 2 | 6 | 1 |  | 55,6 | 3.           |             |

## Мечеви кандидата за првака света у шаху
Ивков се квалификује 1964. године међузонском турниру у Амстердаму са скором од 15/23 али у првој рунди мечева кандидата у Загребу губи од Бента Ларсена са 5 ½ : 2 ½. Четири пута је играо међузонске турнире али без већих успеха:
- 1967. Sousse: 11/21, од 12.-13. места;
- 1970. Палма де Мајорка: 10½/23, 14. место;
- 1973. Петрополис: 9/17, од 9.-10. места;
- 1979. Рио де Жанеиро: 10/18, 5. место.

На десетој табли играо је у мечу СССР – остатак света у Београду 1970. али губи меч са 3 : 1 од Паула Кереса.

## Успеси у позним годинама
|   | a | b | c | d | e | f | g | h |   |
| 8 | a8 black rook · e8 black king · f8 black bishop · h8 black rook · b7 black bishop · d7 black knight · f7 black pawn · g7 black pawn · h7 black pawn · a6 black pawn · d6 black pawn · e6 black pawn · f6 black knight · a5 black queen · b5 black pawn · g5 white bishop · d4 white knight · e4 white pawn · b3 white bishop · c3 white knight · a2 white pawn · b2 white pawn · c2 white pawn · d2 white queen · f2 white pawn · g2 white pawn · h2 white pawn · c1 white king · d1 white rook · e1 white rook | a8 black rook · e8 black king · f8 black bishop · h8 black rook · b7 black bishop · d7 black knight · f7 black pawn · g7 black pawn · h7 black pawn · a6 black pawn · d6 black pawn · e6 black pawn · f6 black knight · a5 black queen · b5 black pawn · g5 white bishop · d4 white knight · e4 white pawn · b3 white bishop · c3 white knight · a2 white pawn · b2 white pawn · c2 white pawn · d2 white queen · f2 white pawn · g2 white pawn · h2 white pawn · c1 white king · d1 white rook · e1 white rook | a8 black rook · e8 black king · f8 black bishop · h8 black rook · b7 black bishop · d7 black knight · f7 black pawn · g7 black pawn · h7 black pawn · a6 black pawn · d6 black pawn · e6 black pawn · f6 black knight · a5 black queen · b5 black pawn · g5 white bishop · d4 white knight · e4 white pawn · b3 white bishop · c3 white knight · a2 white pawn · b2 white pawn · c2 white pawn · d2 white queen · f2 white pawn · g2 white pawn · h2 white pawn · c1 white king · d1 white rook · e1 white rook | a8 black rook · e8 black king · f8 black bishop · h8 black rook · b7 black bishop · d7 black knight · f7 black pawn · g7 black pawn · h7 black pawn · a6 black pawn · d6 black pawn · e6 black pawn · f6 black knight · a5 black queen · b5 black pawn · g5 white bishop · d4 white knight · e4 white pawn · b3 white bishop · c3 white knight · a2 white pawn · b2 white pawn · c2 white pawn · d2 white queen · f2 white pawn · g2 white pawn · h2 white pawn · c1 white king · d1 white rook · e1 white rook | a8 black rook · e8 black king · f8 black bishop · h8 black rook · b7 black bishop · d7 black knight · f7 black pawn · g7 black pawn · h7 black pawn · a6 black pawn · d6 black pawn · e6 black pawn · f6 black knight · a5 black queen · b5 black pawn · g5 white bishop · d4 white knight · e4 white pawn · b3 white bishop · c3 white knight · a2 white pawn · b2 white pawn · c2 white pawn · d2 white queen · f2 white pawn · g2 white pawn · h2 white pawn · c1 white king · d1 white rook · e1 white rook | a8 black rook · e8 black king · f8 black bishop · h8 black rook · b7 black bishop · d7 black knight · f7 black pawn · g7 black pawn · h7 black pawn · a6 black pawn · d6 black pawn · e6 black pawn · f6 black knight · a5 black queen · b5 black pawn · g5 white bishop · d4 white knight · e4 white pawn · b3 white bishop · c3 white knight · a2 white pawn · b2 white pawn · c2 white pawn · d2 white queen · f2 white pawn · g2 white pawn · h2 white pawn · c1 white king · d1 white rook · e1 white rook | a8 black rook · e8 black king · f8 black bishop · h8 black rook · b7 black bishop · d7 black knight · f7 black pawn · g7 black pawn · h7 black pawn · a6 black pawn · d6 black pawn · e6 black pawn · f6 black knight · a5 black queen · b5 black pawn · g5 white bishop · d4 white knight · e4 white pawn · b3 white bishop · c3 white knight · a2 white pawn · b2 white pawn · c2 white pawn · d2 white queen · f2 white pawn · g2 white pawn · h2 white pawn · c1 white king · d1 white rook · e1 white rook | a8 black rook · e8 black king · f8 black bishop · h8 black rook · b7 black bishop · d7 black knight · f7 black pawn · g7 black pawn · h7 black pawn · a6 black pawn · d6 black pawn · e6 black pawn · f6 black knight · a5 black queen · b5 black pawn · g5 white bishop · d4 white knight · e4 white pawn · b3 white bishop · c3 white knight · a2 white pawn · b2 white pawn · c2 white pawn · d2 white queen · f2 white pawn · g2 white pawn · h2 white pawn · c1 white king · d1 white rook · e1 white rook | 8 |
| 7 | a8 black rook · e8 black king · f8 black bishop · h8 black rook · b7 black bishop · d7 black knight · f7 black pawn · g7 black pawn · h7 black pawn · a6 black pawn · d6 black pawn · e6 black pawn · f6 black knight · a5 black queen · b5 black pawn · g5 white bishop · d4 white knight · e4 white pawn · b3 white bishop · c3 white knight · a2 white pawn · b2 white pawn · c2 white pawn · d2 white queen · f2 white pawn · g2 white pawn · h2 white pawn · c1 white king · d1 white rook · e1 white rook | a8 black rook · e8 black king · f8 black bishop · h8 black rook · b7 black bishop · d7 black knight · f7 black pawn · g7 black pawn · h7 black pawn · a6 black pawn · d6 black pawn · e6 black pawn · f6 black knight · a5 black queen · b5 black pawn · g5 white bishop · d4 white knight · e4 white pawn · b3 white bishop · c3 white knight · a2 white pawn · b2 white pawn · c2 white pawn · d2 white queen · f2 white pawn · g2 white pawn · h2 white pawn · c1 white king · d1 white rook · e1 white rook | a8 black rook · e8 black king · f8 black bishop · h8 black rook · b7 black bishop · d7 black knight · f7 black pawn · g7 black pawn · h7 black pawn · a6 black pawn · d6 black pawn · e6 black pawn · f6 black knight · a5 black queen · b5 black pawn · g5 white bishop · d4 white knight · e4 white pawn · b3 white bishop · c3 white knight · a2 white pawn · b2 white pawn · c2 white pawn · d2 white queen · f2 white pawn · g2 white pawn · h2 white pawn · c1 white king · d1 white rook · e1 white rook | a8 black rook · e8 black king · f8 black bishop · h8 black rook · b7 black bishop · d7 black knight · f7 black pawn · g7 black pawn · h7 black pawn · a6 black pawn · d6 black pawn · e6 black pawn · f6 black knight · a5 black queen · b5 black pawn · g5 white bishop · d4 white knight · e4 white pawn · b3 white bishop · c3 white knight · a2 white pawn · b2 white pawn · c2 white pawn · d2 white queen · f2 white pawn · g2 white pawn · h2 white pawn · c1 white king · d1 white rook · e1 white rook | a8 black rook · e8 black king · f8 black bishop · h8 black rook · b7 black bishop · d7 black knight · f7 black pawn · g7 black pawn · h7 black pawn · a6 black pawn · d6 black pawn · e6 black pawn · f6 black knight · a5 black queen · b5 black pawn · g5 white bishop · d4 white knight · e4 white pawn · b3 white bishop · c3 white knight · a2 white pawn · b2 white pawn · c2 white pawn · d2 white queen · f2 white pawn · g2 white pawn · h2 white pawn · c1 white king · d1 white rook · e1 white rook | a8 black rook · e8 black king · f8 black bishop · h8 black rook · b7 black bishop · d7 black knight · f7 black pawn · g7 black pawn · h7 black pawn · a6 black pawn · d6 black pawn · e6 black pawn · f6 black knight · a5 black queen · b5 black pawn · g5 white bishop · d4 white knight · e4 white pawn · b3 white bishop · c3 white knight · a2 white pawn · b2 white pawn · c2 white pawn · d2 white queen · f2 white pawn · g2 white pawn · h2 white pawn · c1 white king · d1 white rook · e1 white rook | a8 black rook · e8 black king · f8 black bishop · h8 black rook · b7 black bishop · d7 black knight · f7 black pawn · g7 black pawn · h7 black pawn · a6 black pawn · d6 black pawn · e6 black pawn · f6 black knight · a5 black queen · b5 black pawn · g5 white bishop · d4 white knight · e4 white pawn · b3 white bishop · c3 white knight · a2 white pawn · b2 white pawn · c2 white pawn · d2 white queen · f2 white pawn · g2 white pawn · h2 white pawn · c1 white king · d1 white rook · e1 white rook | a8 black rook · e8 black king · f8 black bishop · h8 black rook · b7 black bishop · d7 black knight · f7 black pawn · g7 black pawn · h7 black pawn · a6 black pawn · d6 black pawn · e6 black pawn · f6 black knight · a5 black queen · b5 black pawn · g5 white bishop · d4 white knight · e4 white pawn · b3 white bishop · c3 white knight · a2 white pawn · b2 white pawn · c2 white pawn · d2 white queen · f2 white pawn · g2 white pawn · h2 white pawn · c1 white king · d1 white rook · e1 white rook | 7 |
| 6 | a8 black rook · e8 black king · f8 black bishop · h8 black rook · b7 black bishop · d7 black knight · f7 black pawn · g7 black pawn · h7 black pawn · a6 black pawn · d6 black pawn · e6 black pawn · f6 black knight · a5 black queen · b5 black pawn · g5 white bishop · d4 white knight · e4 white pawn · b3 white bishop · c3 white knight · a2 white pawn · b2 white pawn · c2 white pawn · d2 white queen · f2 white pawn · g2 white pawn · h2 white pawn · c1 white king · d1 white rook · e1 white rook | a8 black rook · e8 black king · f8 black bishop · h8 black rook · b7 black bishop · d7 black knight · f7 black pawn · g7 black pawn · h7 black pawn · a6 black pawn · d6 black pawn · e6 black pawn · f6 black knight · a5 black queen · b5 black pawn · g5 white bishop · d4 white knight · e4 white pawn · b3 white bishop · c3 white knight · a2 white pawn · b2 white pawn · c2 white pawn · d2 white queen · f2 white pawn · g2 white pawn · h2 white pawn · c1 white king · d1 white rook · e1 white rook | a8 black rook · e8 black king · f8 black bishop · h8 black rook · b7 black bishop · d7 black knight · f7 black pawn · g7 black pawn · h7 black pawn · a6 black pawn · d6 black pawn · e6 black pawn · f6 black knight · a5 black queen · b5 black pawn · g5 white bishop · d4 white knight · e4 white pawn · b3 white bishop · c3 white knight · a2 white pawn · b2 white pawn · c2 white pawn · d2 white queen · f2 white pawn · g2 white pawn · h2 white pawn · c1 white king · d1 white rook · e1 white rook | a8 black rook · e8 black king · f8 black bishop · h8 black rook · b7 black bishop · d7 black knight · f7 black pawn · g7 black pawn · h7 black pawn · a6 black pawn · d6 black pawn · e6 black pawn · f6 black knight · a5 black queen · b5 black pawn · g5 white bishop · d4 white knight · e4 white pawn · b3 white bishop · c3 white knight · a2 white pawn · b2 white pawn · c2 white pawn · d2 white queen · f2 white pawn · g2 white pawn · h2 white pawn · c1 white king · d1 white rook · e1 white rook | a8 black rook · e8 black king · f8 black bishop · h8 black rook · b7 black bishop · d7 black knight · f7 black pawn · g7 black pawn · h7 black pawn · a6 black pawn · d6 black pawn · e6 black pawn · f6 black knight · a5 black queen · b5 black pawn · g5 white bishop · d4 white knight · e4 white pawn · b3 white bishop · c3 white knight · a2 white pawn · b2 white pawn · c2 white pawn · d2 white queen · f2 white pawn · g2 white pawn · h2 white pawn · c1 white king · d1 white rook · e1 white rook | a8 black rook · e8 black king · f8 black bishop · h8 black rook · b7 black bishop · d7 black knight · f7 black pawn · g7 black pawn · h7 black pawn · a6 black pawn · d6 black pawn · e6 black pawn · f6 black knight · a5 black queen · b5 black pawn · g5 white bishop · d4 white knight · e4 white pawn · b3 white bishop · c3 white knight · a2 white pawn · b2 white pawn · c2 white pawn · d2 white queen · f2 white pawn · g2 white pawn · h2 white pawn · c1 white king · d1 white rook · e1 white rook | a8 black rook · e8 black king · f8 black bishop · h8 black rook · b7 black bishop · d7 black knight · f7 black pawn · g7 black pawn · h7 black pawn · a6 black pawn · d6 black pawn · e6 black pawn · f6 black knight · a5 black queen · b5 black pawn · g5 white bishop · d4 white knight · e4 white pawn · b3 white bishop · c3 white knight · a2 white pawn · b2 white pawn · c2 white pawn · d2 white queen · f2 white pawn · g2 white pawn · h2 white pawn · c1 white king · d1 white rook · e1 white rook | a8 black rook · e8 black king · f8 black bishop · h8 black rook · b7 black bishop · d7 black knight · f7 black pawn · g7 black pawn · h7 black pawn · a6 black pawn · d6 black pawn · e6 black pawn · f6 black knight · a5 black queen · b5 black pawn · g5 white bishop · d4 white knight · e4 white pawn · b3 white bishop · c3 white knight · a2 white pawn · b2 white pawn · c2 white pawn · d2 white queen · f2 white pawn · g2 white pawn · h2 white pawn · c1 white king · d1 white rook · e1 white rook | 6 |
| 5 | a8 black rook · e8 black king · f8 black bishop · h8 black rook · b7 black bishop · d7 black knight · f7 black pawn · g7 black pawn · h7 black pawn · a6 black pawn · d6 black pawn · e6 black pawn · f6 black knight · a5 black queen · b5 black pawn · g5 white bishop · d4 white knight · e4 white pawn · b3 white bishop · c3 white knight · a2 white pawn · b2 white pawn · c2 white pawn · d2 white queen · f2 white pawn · g2 white pawn · h2 white pawn · c1 white king · d1 white rook · e1 white rook | a8 black rook · e8 black king · f8 black bishop · h8 black rook · b7 black bishop · d7 black knight · f7 black pawn · g7 black pawn · h7 black pawn · a6 black pawn · d6 black pawn · e6 black pawn · f6 black knight · a5 black queen · b5 black pawn · g5 white bishop · d4 white knight · e4 white pawn · b3 white bishop · c3 white knight · a2 white pawn · b2 white pawn · c2 white pawn · d2 white queen · f2 white pawn · g2 white pawn · h2 white pawn · c1 white king · d1 white rook · e1 white rook | a8 black rook · e8 black king · f8 black bishop · h8 black rook · b7 black bishop · d7 black knight · f7 black pawn · g7 black pawn · h7 black pawn · a6 black pawn · d6 black pawn · e6 black pawn · f6 black knight · a5 black queen · b5 black pawn · g5 white bishop · d4 white knight · e4 white pawn · b3 white bishop · c3 white knight · a2 white pawn · b2 white pawn · c2 white pawn · d2 white queen · f2 white pawn · g2 white pawn · h2 white pawn · c1 white king · d1 white rook · e1 white rook | a8 black rook · e8 black king · f8 black bishop · h8 black rook · b7 black bishop · d7 black knight · f7 black pawn · g7 black pawn · h7 black pawn · a6 black pawn · d6 black pawn · e6 black pawn · f6 black knight · a5 black queen · b5 black pawn · g5 white bishop · d4 white knight · e4 white pawn · b3 white bishop · c3 white knight · a2 white pawn · b2 white pawn · c2 white pawn · d2 white queen · f2 white pawn · g2 white pawn · h2 white pawn · c1 white king · d1 white rook · e1 white rook | a8 black rook · e8 black king · f8 black bishop · h8 black rook · b7 black bishop · d7 black knight · f7 black pawn · g7 black pawn · h7 black pawn · a6 black pawn · d6 black pawn · e6 black pawn · f6 black knight · a5 black queen · b5 black pawn · g5 white bishop · d4 white knight · e4 white pawn · b3 white bishop · c3 white knight · a2 white pawn · b2 white pawn · c2 white pawn · d2 white queen · f2 white pawn · g2 white pawn · h2 white pawn · c1 white king · d1 white rook · e1 white rook | a8 black rook · e8 black king · f8 black bishop · h8 black rook · b7 black bishop · d7 black knight · f7 black pawn · g7 black pawn · h7 black pawn · a6 black pawn · d6 black pawn · e6 black pawn · f6 black knight · a5 black queen · b5 black pawn · g5 white bishop · d4 white knight · e4 white pawn · b3 white bishop · c3 white knight · a2 white pawn · b2 white pawn · c2 white pawn · d2 white queen · f2 white pawn · g2 white pawn · h2 white pawn · c1 white king · d1 white rook · e1 white rook | a8 black rook · e8 black king · f8 black bishop · h8 black rook · b7 black bishop · d7 black knight · f7 black pawn · g7 black pawn · h7 black pawn · a6 black pawn · d6 black pawn · e6 black pawn · f6 black knight · a5 black queen · b5 black pawn · g5 white bishop · d4 white knight · e4 white pawn · b3 white bishop · c3 white knight · a2 white pawn · b2 white pawn · c2 white pawn · d2 white queen · f2 white pawn · g2 white pawn · h2 white pawn · c1 white king · d1 white rook · e1 white rook | a8 black rook · e8 black king · f8 black bishop · h8 black rook · b7 black bishop · d7 black knight · f7 black pawn · g7 black pawn · h7 black pawn · a6 black pawn · d6 black pawn · e6 black pawn · f6 black knight · a5 black queen · b5 black pawn · g5 white bishop · d4 white knight · e4 white pawn · b3 white bishop · c3 white knight · a2 white pawn · b2 white pawn · c2 white pawn · d2 white queen · f2 white pawn · g2 white pawn · h2 white pawn · c1 white king · d1 white rook · e1 white rook | 5 |
| 4 | a8 black rook · e8 black king · f8 black bishop · h8 black rook · b7 black bishop · d7 black knight · f7 black pawn · g7 black pawn · h7 black pawn · a6 black pawn · d6 black pawn · e6 black pawn · f6 black knight · a5 black queen · b5 black pawn · g5 white bishop · d4 white knight · e4 white pawn · b3 white bishop · c3 white knight · a2 white pawn · b2 white pawn · c2 white pawn · d2 white queen · f2 white pawn · g2 white pawn · h2 white pawn · c1 white king · d1 white rook · e1 white rook | a8 black rook · e8 black king · f8 black bishop · h8 black rook · b7 black bishop · d7 black knight · f7 black pawn · g7 black pawn · h7 black pawn · a6 black pawn · d6 black pawn · e6 black pawn · f6 black knight · a5 black queen · b5 black pawn · g5 white bishop · d4 white knight · e4 white pawn · b3 white bishop · c3 white knight · a2 white pawn · b2 white pawn · c2 white pawn · d2 white queen · f2 white pawn · g2 white pawn · h2 white pawn · c1 white king · d1 white rook · e1 white rook | a8 black rook · e8 black king · f8 black bishop · h8 black rook · b7 black bishop · d7 black knight · f7 black pawn · g7 black pawn · h7 black pawn · a6 black pawn · d6 black pawn · e6 black pawn · f6 black knight · a5 black queen · b5 black pawn · g5 white bishop · d4 white knight · e4 white pawn · b3 white bishop · c3 white knight · a2 white pawn · b2 white pawn · c2 white pawn · d2 white queen · f2 white pawn · g2 white pawn · h2 white pawn · c1 white king · d1 white rook · e1 white rook | a8 black rook · e8 black king · f8 black bishop · h8 black rook · b7 black bishop · d7 black knight · f7 black pawn · g7 black pawn · h7 black pawn · a6 black pawn · d6 black pawn · e6 black pawn · f6 black knight · a5 black queen · b5 black pawn · g5 white bishop · d4 white knight · e4 white pawn · b3 white bishop · c3 white knight · a2 white pawn · b2 white pawn · c2 white pawn · d2 white queen · f2 white pawn · g2 white pawn · h2 white pawn · c1 white king · d1 white rook · e1 white rook | a8 black rook · e8 black king · f8 black bishop · h8 black rook · b7 black bishop · d7 black knight · f7 black pawn · g7 black pawn · h7 black pawn · a6 black pawn · d6 black pawn · e6 black pawn · f6 black knight · a5 black queen · b5 black pawn · g5 white bishop · d4 white knight · e4 white pawn · b3 white bishop · c3 white knight · a2 white pawn · b2 white pawn · c2 white pawn · d2 white queen · f2 white pawn · g2 white pawn · h2 white pawn · c1 white king · d1 white rook · e1 white rook | a8 black rook · e8 black king · f8 black bishop · h8 black rook · b7 black bishop · d7 black knight · f7 black pawn · g7 black pawn · h7 black pawn · a6 black pawn · d6 black pawn · e6 black pawn · f6 black knight · a5 black queen · b5 black pawn · g5 white bishop · d4 white knight · e4 white pawn · b3 white bishop · c3 white knight · a2 white pawn · b2 white pawn · c2 white pawn · d2 white queen · f2 white pawn · g2 white pawn · h2 white pawn · c1 white king · d1 white rook · e1 white rook | a8 black rook · e8 black king · f8 black bishop · h8 black rook · b7 black bishop · d7 black knight · f7 black pawn · g7 black pawn · h7 black pawn · a6 black pawn · d6 black pawn · e6 black pawn · f6 black knight · a5 black queen · b5 black pawn · g5 white bishop · d4 white knight · e4 white pawn · b3 white bishop · c3 white knight · a2 white pawn · b2 white pawn · c2 white pawn · d2 white queen · f2 white pawn · g2 white pawn · h2 white pawn · c1 white king · d1 white rook · e1 white rook | a8 black rook · e8 black king · f8 black bishop · h8 black rook · b7 black bishop · d7 black knight · f7 black pawn · g7 black pawn · h7 black pawn · a6 black pawn · d6 black pawn · e6 black pawn · f6 black knight · a5 black queen · b5 black pawn · g5 white bishop · d4 white knight · e4 white pawn · b3 white bishop · c3 white knight · a2 white pawn · b2 white pawn · c2 white pawn · d2 white queen · f2 white pawn · g2 white pawn · h2 white pawn · c1 white king · d1 white rook · e1 white rook | 4 |
| 3 | a8 black rook · e8 black king · f8 black bishop · h8 black rook · b7 black bishop · d7 black knight · f7 black pawn · g7 black pawn · h7 black pawn · a6 black pawn · d6 black pawn · e6 black pawn · f6 black knight · a5 black queen · b5 black pawn · g5 white bishop · d4 white knight · e4 white pawn · b3 white bishop · c3 white knight · a2 white pawn · b2 white pawn · c2 white pawn · d2 white queen · f2 white pawn · g2 white pawn · h2 white pawn · c1 white king · d1 white rook · e1 white rook | a8 black rook · e8 black king · f8 black bishop · h8 black rook · b7 black bishop · d7 black knight · f7 black pawn · g7 black pawn · h7 black pawn · a6 black pawn · d6 black pawn · e6 black pawn · f6 black knight · a5 black queen · b5 black pawn · g5 white bishop · d4 white knight · e4 white pawn · b3 white bishop · c3 white knight · a2 white pawn · b2 white pawn · c2 white pawn · d2 white queen · f2 white pawn · g2 white pawn · h2 white pawn · c1 white king · d1 white rook · e1 white rook | a8 black rook · e8 black king · f8 black bishop · h8 black rook · b7 black bishop · d7 black knight · f7 black pawn · g7 black pawn · h7 black pawn · a6 black pawn · d6 black pawn · e6 black pawn · f6 black knight · a5 black queen · b5 black pawn · g5 white bishop · d4 white knight · e4 white pawn · b3 white bishop · c3 white knight · a2 white pawn · b2 white pawn · c2 white pawn · d2 white queen · f2 white pawn · g2 white pawn · h2 white pawn · c1 white king · d1 white rook · e1 white rook | a8 black rook · e8 black king · f8 black bishop · h8 black rook · b7 black bishop · d7 black knight · f7 black pawn · g7 black pawn · h7 black pawn · a6 black pawn · d6 black pawn · e6 black pawn · f6 black knight · a5 black queen · b5 black pawn · g5 white bishop · d4 white knight · e4 white pawn · b3 white bishop · c3 white knight · a2 white pawn · b2 white pawn · c2 white pawn · d2 white queen · f2 white pawn · g2 white pawn · h2 white pawn · c1 white king · d1 white rook · e1 white rook | a8 black rook · e8 black king · f8 black bishop · h8 black rook · b7 black bishop · d7 black knight · f7 black pawn · g7 black pawn · h7 black pawn · a6 black pawn · d6 black pawn · e6 black pawn · f6 black knight · a5 black queen · b5 black pawn · g5 white bishop · d4 white knight · e4 white pawn · b3 white bishop · c3 white knight · a2 white pawn · b2 white pawn · c2 white pawn · d2 white queen · f2 white pawn · g2 white pawn · h2 white pawn · c1 white king · d1 white rook · e1 white rook | a8 black rook · e8 black king · f8 black bishop · h8 black rook · b7 black bishop · d7 black knight · f7 black pawn · g7 black pawn · h7 black pawn · a6 black pawn · d6 black pawn · e6 black pawn · f6 black knight · a5 black queen · b5 black pawn · g5 white bishop · d4 white knight · e4 white pawn · b3 white bishop · c3 white knight · a2 white pawn · b2 white pawn · c2 white pawn · d2 white queen · f2 white pawn · g2 white pawn · h2 white pawn · c1 white king · d1 white rook · e1 white rook | a8 black rook · e8 black king · f8 black bishop · h8 black rook · b7 black bishop · d7 black knight · f7 black pawn · g7 black pawn · h7 black pawn · a6 black pawn · d6 black pawn · e6 black pawn · f6 black knight · a5 black queen · b5 black pawn · g5 white bishop · d4 white knight · e4 white pawn · b3 white bishop · c3 white knight · a2 white pawn · b2 white pawn · c2 white pawn · d2 white queen · f2 white pawn · g2 white pawn · h2 white pawn · c1 white king · d1 white rook · e1 white rook | a8 black rook · e8 black king · f8 black bishop · h8 black rook · b7 black bishop · d7 black knight · f7 black pawn · g7 black pawn · h7 black pawn · a6 black pawn · d6 black pawn · e6 black pawn · f6 black knight · a5 black queen · b5 black pawn · g5 white bishop · d4 white knight · e4 white pawn · b3 white bishop · c3 white knight · a2 white pawn · b2 white pawn · c2 white pawn · d2 white queen · f2 white pawn · g2 white pawn · h2 white pawn · c1 white king · d1 white rook · e1 white rook | 3 |
| 2 | a8 black rook · e8 black king · f8 black bishop · h8 black rook · b7 black bishop · d7 black knight · f7 black pawn · g7 black pawn · h7 black pawn · a6 black pawn · d6 black pawn · e6 black pawn · f6 black knight · a5 black queen · b5 black pawn · g5 white bishop · d4 white knight · e4 white pawn · b3 white bishop · c3 white knight · a2 white pawn · b2 white pawn · c2 white pawn · d2 white queen · f2 white pawn · g2 white pawn · h2 white pawn · c1 white king · d1 white rook · e1 white rook | a8 black rook · e8 black king · f8 black bishop · h8 black rook · b7 black bishop · d7 black knight · f7 black pawn · g7 black pawn · h7 black pawn · a6 black pawn · d6 black pawn · e6 black pawn · f6 black knight · a5 black queen · b5 black pawn · g5 white bishop · d4 white knight · e4 white pawn · b3 white bishop · c3 white knight · a2 white pawn · b2 white pawn · c2 white pawn · d2 white queen · f2 white pawn · g2 white pawn · h2 white pawn · c1 white king · d1 white rook · e1 white rook | a8 black rook · e8 black king · f8 black bishop · h8 black rook · b7 black bishop · d7 black knight · f7 black pawn · g7 black pawn · h7 black pawn · a6 black pawn · d6 black pawn · e6 black pawn · f6 black knight · a5 black queen · b5 black pawn · g5 white bishop · d4 white knight · e4 white pawn · b3 white bishop · c3 white knight · a2 white pawn · b2 white pawn · c2 white pawn · d2 white queen · f2 white pawn · g2 white pawn · h2 white pawn · c1 white king · d1 white rook · e1 white rook | a8 black rook · e8 black king · f8 black bishop · h8 black rook · b7 black bishop · d7 black knight · f7 black pawn · g7 black pawn · h7 black pawn · a6 black pawn · d6 black pawn · e6 black pawn · f6 black knight · a5 black queen · b5 black pawn · g5 white bishop · d4 white knight · e4 white pawn · b3 white bishop · c3 white knight · a2 white pawn · b2 white pawn · c2 white pawn · d2 white queen · f2 white pawn · g2 white pawn · h2 white pawn · c1 white king · d1 white rook · e1 white rook | a8 black rook · e8 black king · f8 black bishop · h8 black rook · b7 black bishop · d7 black knight · f7 black pawn · g7 black pawn · h7 black pawn · a6 black pawn · d6 black pawn · e6 black pawn · f6 black knight · a5 black queen · b5 black pawn · g5 white bishop · d4 white knight · e4 white pawn · b3 white bishop · c3 white knight · a2 white pawn · b2 white pawn · c2 white pawn · d2 white queen · f2 white pawn · g2 white pawn · h2 white pawn · c1 white king · d1 white rook · e1 white rook | a8 black rook · e8 black king · f8 black bishop · h8 black rook · b7 black bishop · d7 black knight · f7 black pawn · g7 black pawn · h7 black pawn · a6 black pawn · d6 black pawn · e6 black pawn · f6 black knight · a5 black queen · b5 black pawn · g5 white bishop · d4 white knight · e4 white pawn · b3 white bishop · c3 white knight · a2 white pawn · b2 white pawn · c2 white pawn · d2 white queen · f2 white pawn · g2 white pawn · h2 white pawn · c1 white king · d1 white rook · e1 white rook | a8 black rook · e8 black king · f8 black bishop · h8 black rook · b7 black bishop · d7 black knight · f7 black pawn · g7 black pawn · h7 black pawn · a6 black pawn · d6 black pawn · e6 black pawn · f6 black knight · a5 black queen · b5 black pawn · g5 white bishop · d4 white knight · e4 white pawn · b3 white bishop · c3 white knight · a2 white pawn · b2 white pawn · c2 white pawn · d2 white queen · f2 white pawn · g2 white pawn · h2 white pawn · c1 white king · d1 white rook · e1 white rook | a8 black rook · e8 black king · f8 black bishop · h8 black rook · b7 black bishop · d7 black knight · f7 black pawn · g7 black pawn · h7 black pawn · a6 black pawn · d6 black pawn · e6 black pawn · f6 black knight · a5 black queen · b5 black pawn · g5 white bishop · d4 white knight · e4 white pawn · b3 white bishop · c3 white knight · a2 white pawn · b2 white pawn · c2 white pawn · d2 white queen · f2 white pawn · g2 white pawn · h2 white pawn · c1 white king · d1 white rook · e1 white rook | 2 |
| 1 | a8 black rook · e8 black king · f8 black bishop · h8 black rook · b7 black bishop · d7 black knight · f7 black pawn · g7 black pawn · h7 black pawn · a6 black pawn · d6 black pawn · e6 black pawn · f6 black knight · a5 black queen · b5 black pawn · g5 white bishop · d4 white knight · e4 white pawn · b3 white bishop · c3 white knight · a2 white pawn · b2 white pawn · c2 white pawn · d2 white queen · f2 white pawn · g2 white pawn · h2 white pawn · c1 white king · d1 white rook · e1 white rook | a8 black rook · e8 black king · f8 black bishop · h8 black rook · b7 black bishop · d7 black knight · f7 black pawn · g7 black pawn · h7 black pawn · a6 black pawn · d6 black pawn · e6 black pawn · f6 black knight · a5 black queen · b5 black pawn · g5 white bishop · d4 white knight · e4 white pawn · b3 white bishop · c3 white knight · a2 white pawn · b2 white pawn · c2 white pawn · d2 white queen · f2 white pawn · g2 white pawn · h2 white pawn · c1 white king · d1 white rook · e1 white rook | a8 black rook · e8 black king · f8 black bishop · h8 black rook · b7 black bishop · d7 black knight · f7 black pawn · g7 black pawn · h7 black pawn · a6 black pawn · d6 black pawn · e6 black pawn · f6 black knight · a5 black queen · b5 black pawn · g5 white bishop · d4 white knight · e4 white pawn · b3 white bishop · c3 white knight · a2 white pawn · b2 white pawn · c2 white pawn · d2 white queen · f2 white pawn · g2 white pawn · h2 white pawn · c1 white king · d1 white rook · e1 white rook | a8 black rook · e8 black king · f8 black bishop · h8 black rook · b7 black bishop · d7 black knight · f7 black pawn · g7 black pawn · h7 black pawn · a6 black pawn · d6 black pawn · e6 black pawn · f6 black knight · a5 black queen · b5 black pawn · g5 white bishop · d4 white knight · e4 white pawn · b3 white bishop · c3 white knight · a2 white pawn · b2 white pawn · c2 white pawn · d2 white queen · f2 white pawn · g2 white pawn · h2 white pawn · c1 white king · d1 white rook · e1 white rook | a8 black rook · e8 black king · f8 black bishop · h8 black rook · b7 black bishop · d7 black knight · f7 black pawn · g7 black pawn · h7 black pawn · a6 black pawn · d6 black pawn · e6 black pawn · f6 black knight · a5 black queen · b5 black pawn · g5 white bishop · d4 white knight · e4 white pawn · b3 white bishop · c3 white knight · a2 white pawn · b2 white pawn · c2 white pawn · d2 white queen · f2 white pawn · g2 white pawn · h2 white pawn · c1 white king · d1 white rook · e1 white rook | a8 black rook · e8 black king · f8 black bishop · h8 black rook · b7 black bishop · d7 black knight · f7 black pawn · g7 black pawn · h7 black pawn · a6 black pawn · d6 black pawn · e6 black pawn · f6 black knight · a5 black queen · b5 black pawn · g5 white bishop · d4 white knight · e4 white pawn · b3 white bishop · c3 white knight · a2 white pawn · b2 white pawn · c2 white pawn · d2 white queen · f2 white pawn · g2 white pawn · h2 white pawn · c1 white king · d1 white rook · e1 white rook | a8 black rook · e8 black king · f8 black bishop · h8 black rook · b7 black bishop · d7 black knight · f7 black pawn · g7 black pawn · h7 black pawn · a6 black pawn · d6 black pawn · e6 black pawn · f6 black knight · a5 black queen · b5 black pawn · g5 white bishop · d4 white knight · e4 white pawn · b3 white bishop · c3 white knight · a2 white pawn · b2 white pawn · c2 white pawn · d2 white queen · f2 white pawn · g2 white pawn · h2 white pawn · c1 white king · d1 white rook · e1 white rook | a8 black rook · e8 black king · f8 black bishop · h8 black rook · b7 black bishop · d7 black knight · f7 black pawn · g7 black pawn · h7 black pawn · a6 black pawn · d6 black pawn · e6 black pawn · f6 black knight · a5 black queen · b5 black pawn · g5 white bishop · d4 white knight · e4 white pawn · b3 white bishop · c3 white knight · a2 white pawn · b2 white pawn · c2 white pawn · d2 white queen · f2 white pawn · g2 white pawn · h2 white pawn · c1 white king · d1 white rook · e1 white rook | 1 |
|   | a | b | c | d | e | f | g | h |   |

Борислав Ивков и данас са успехом игра на првенствима сениора. Постао је првак Европе за сениоре на шампионату одржаном у Швајцарској, у Давосу 2006. године, једном од најатрактивнијих светских туристичких центара. Учествовао је 121 шахиста из 20 земаља. Ивков је постигао изузетан резултат, фишеровски, како шахисти кажу, 8 поена из 9 партија и оставио другопласиране за цео поен. Није имао ни један реми. На турниру је учествовало 10 велемајстора, 9 интернационалних мајстора и 18 ФИДЕ мајстора.
На турнирима игра периодично. На веома јаком турниру у Отави, Канада, 2007. године где је учествовало 23 велемајстора побеђује тачно 41 годину после његове прве победе на истом турниру.
Стил игре је био класичан са 1. d4 и 1. e4 као бели, а као црни на 1. е4 одговарао је са Сицилијанском одбраном или Француском одбраном. Имао је и доприноса у теорији шаховских отварања.
Ивкова варијанта Сицилијанске одбране
1.e4 c5 2.Sf3 d6 3.d4 cd 4.Sd4 Sf6 5.Sc3 a6 (Најдорф) 6.Lg5 Sbd7 7.Lc4 Da5 8.Dd2 e6 9.0-0-0 b5 10.Lb3 Lb7 10.The1